# Natività di Gesù
Natività di Gesù ou Igreja da Natividade de Jesus, antigamente conhecida como Santa Maria degli Agonizzanti, é uma igreja localizada na Piazza Pasquino, no rione Parione de Roma, Itália, dedicada à Natividade de Jesus. É a igreja nacional da República Democrática do Congo na cidade.
Ela foi construída no final do século XVII para a Arquiconfraternidade da Companhia da Natividade (conhecida como "Agonizzanti"), fundada em 1616. O papa Inocêncio XII concedeu a licença para que ela construísse a igreja como oratório privado. Ela foi reconstruída diversas vezes, a última em 1862, quando assumiu a aparência atual.

## Galeria

Imagens da igreja
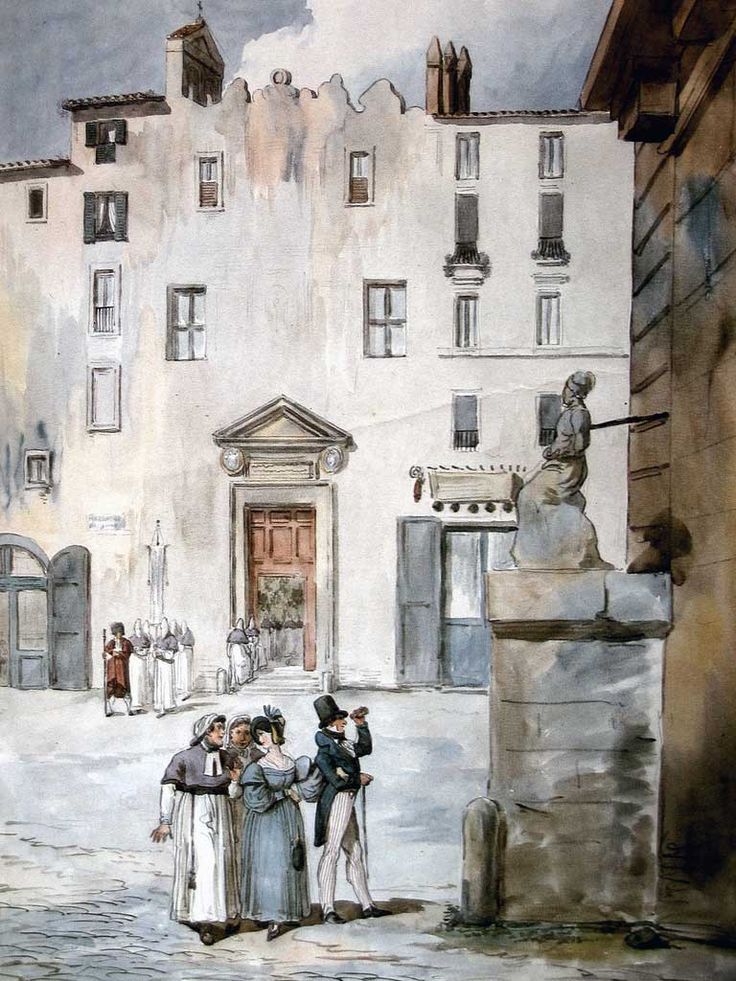
Pintura da igreja em 1834
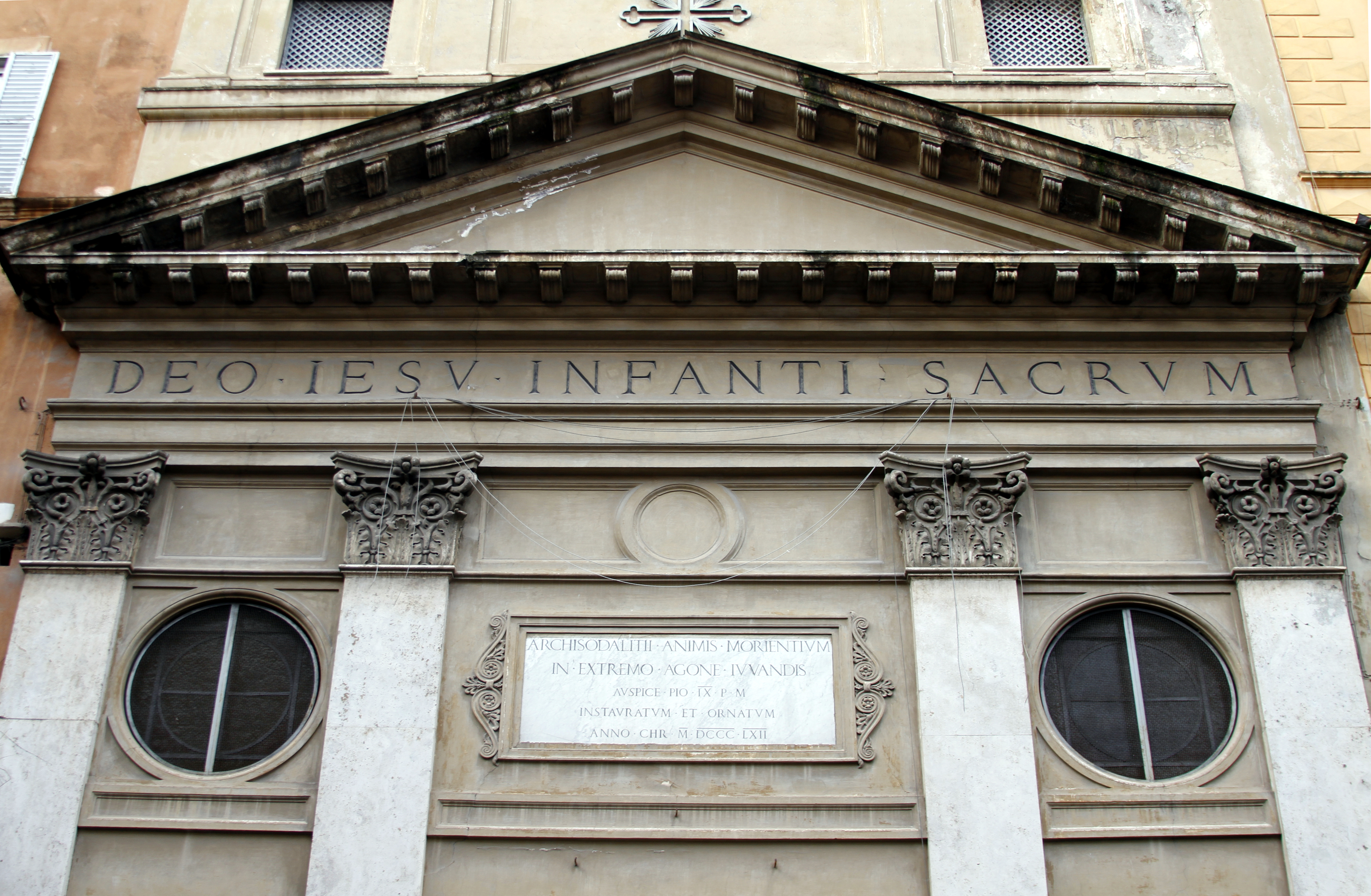
Detalhe da fachada
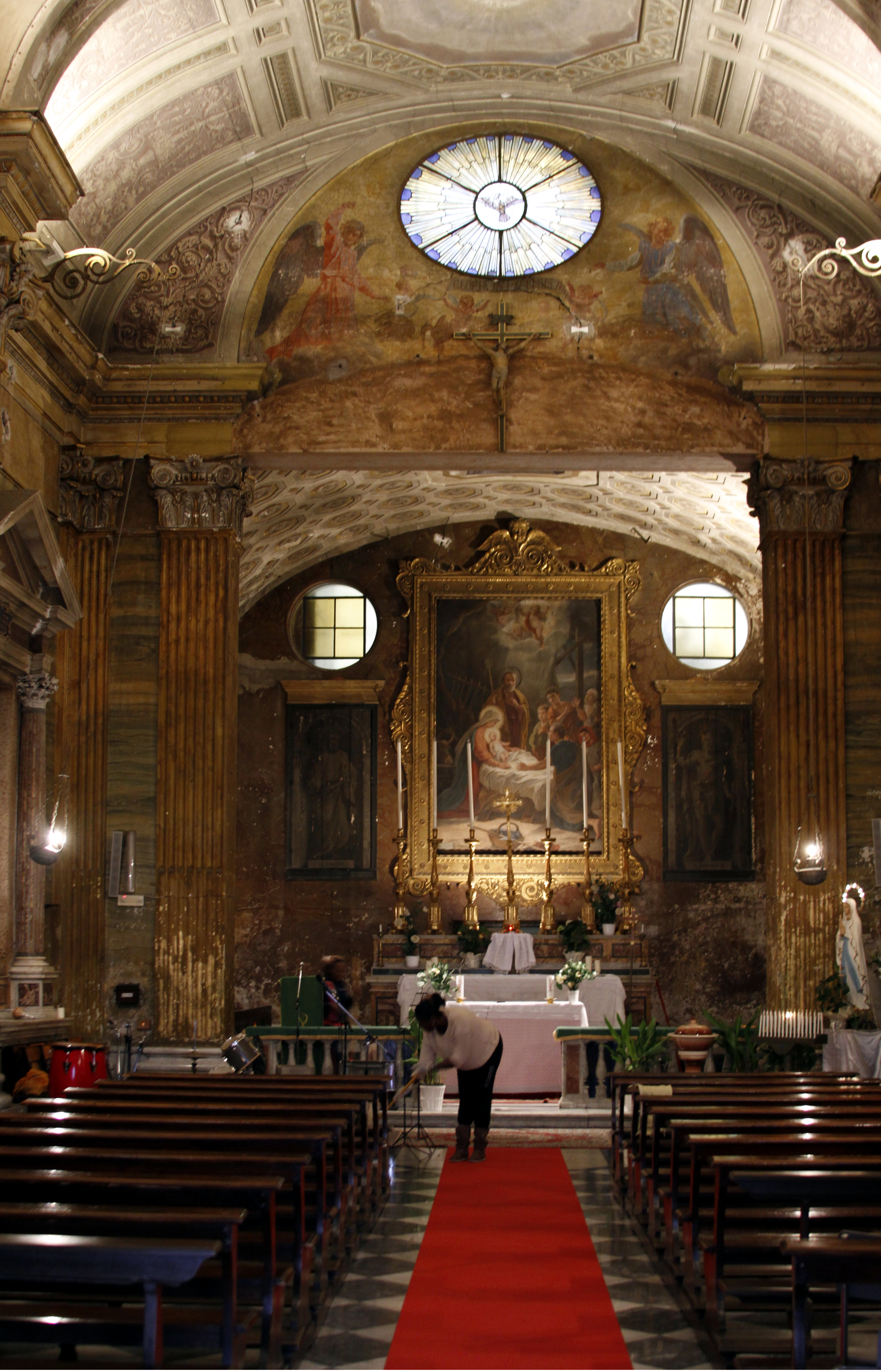
Vista do interior
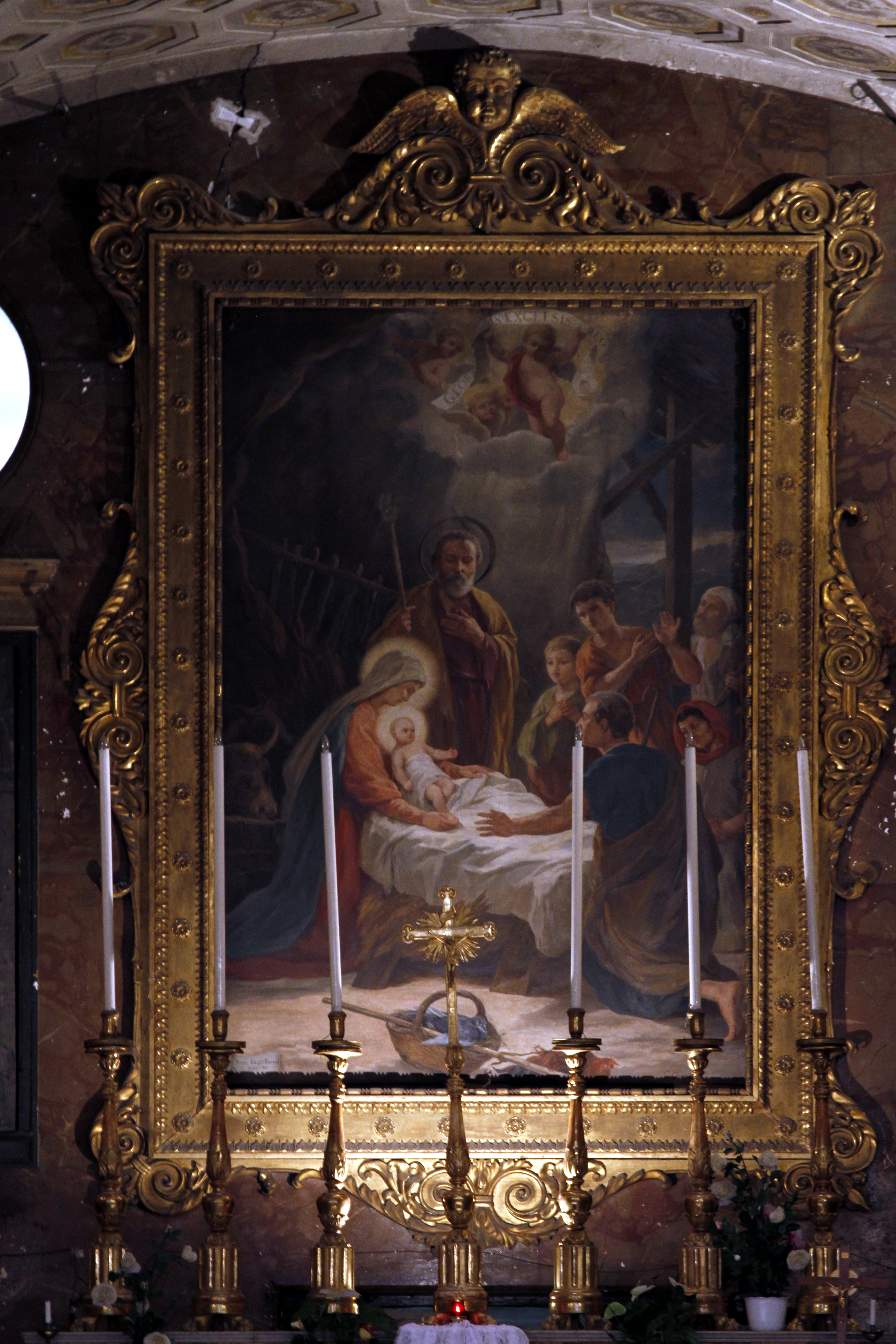
Cena do Nascimento de Jesus no altar-mor